# هوش تورم
هوش تورم (بالإنجليزية: Höch Turm)‏ هو أحد جبال سلسلة جبال الألب غلاروس وجزء من القمة الأم أورتستوك يقع في كانتون شفيتس, سويسرا. يبلغ ارتفاع الجبل حوالي 2666 متر، بينما يبلغ ارتفاع نتوء الجبل 264 متر.